# Ernst Haase (Mediziner)
Ernst Haase (geboren am 9. Mai 1894 in Königsberg, Ostpreußen; gestorben am 10. Oktober 1961 in Chicago, Vereinigte Staaten) war ein Neurologe und Psychotherapeut. Er war der Sohn des Politikers Hugo Haase.

## Leben und Werk

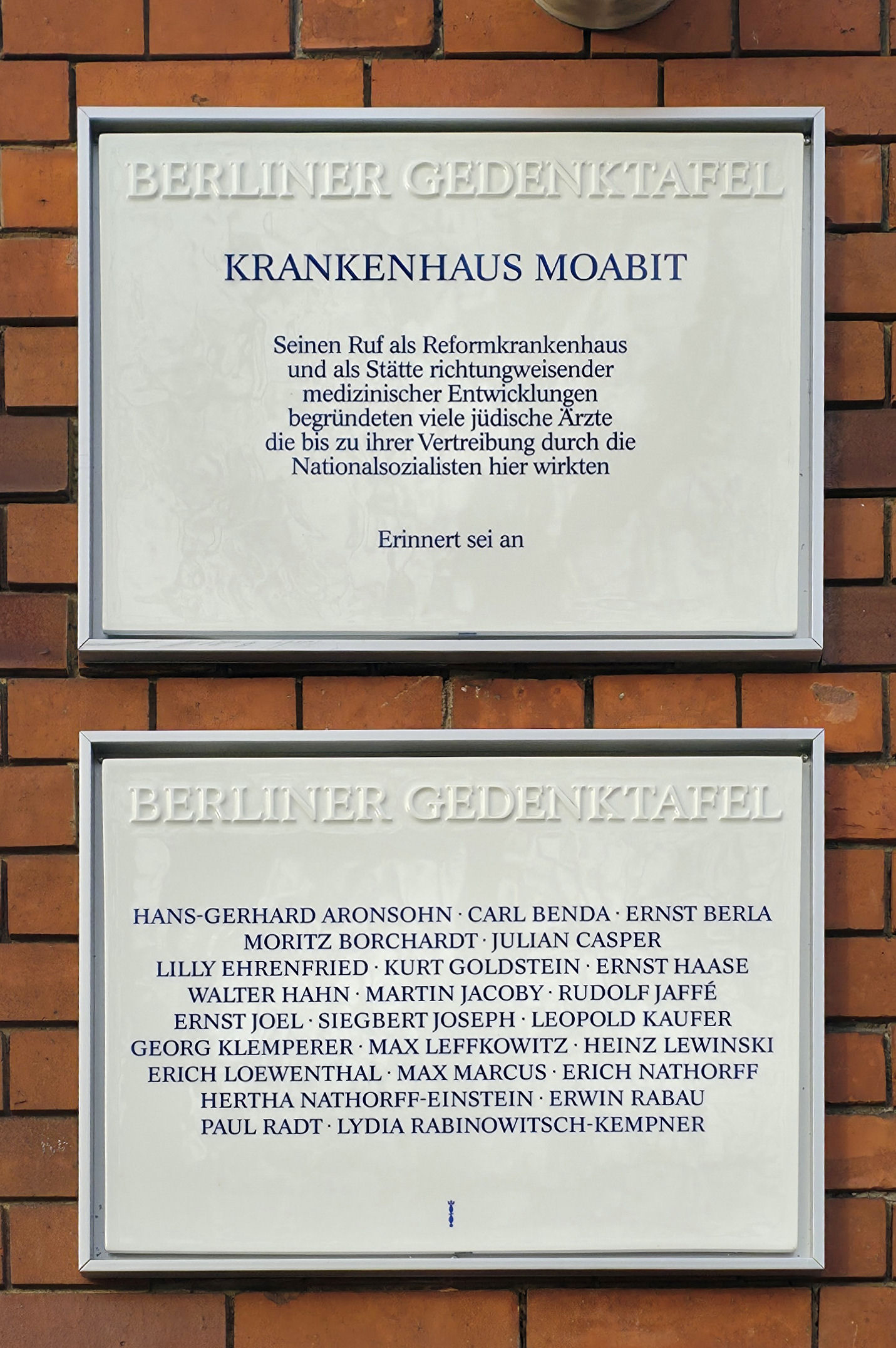
Berliner Gedenktafel am Haus, Turmstraße 21, in Berlin-Moabit

Ernst Haase wurde 1894 als Sohn des Juristen und Politikers Hugo Haase und dessen Frau Thea Lichtenstein (1869–1937), einer Schwester von Max Lichtenstein, geboren. Hugo Haase war von 1911 bis 1916 einer der beiden Vorsitzenden der Sozialdemokratischen Partei Deutschlands (SPD) und ab 1917 Vorsitzender der  Unabhängigen Sozialdemokratischen Partei Deutschlands (USPD) und fiel 1919 einem politischen Attentat zum Opfer.
Haase studierte Medizin und kam als Assistenzarzt an das Krankenhaus Moabit in Berlin und arbeitete danach als Stationsarzt. Er konzentrierte sich auf die Behandlung von Suchtkranken und die Jugendberatung und ließ sich in Wien auf dem Gebiet psychotherapeutischer Behandlungsmethoden und der Psychoanalyse ausbilden. Ab 1929 arbeitete er als Leiter der Fürsorgestelle für Alkoholkranke und Giftsüchtige beim Gesundheitsamt Tiergarten und von 1930 bis 1932 war er Oberarzt an der neurologischen Abteilung des Krankenhauses Moabit, danach verließ er das Krankenhaus und arbeitete nur noch in der Fürsorgestelle. Die Einrichtung wurde im Frühjahr 1933 geschlossen und Haase verlor aufgrund seiner jüdischen Abstammung im Rahmen der Machtübernahme der Nationalsozialisten seine Ämter. 1938 wurde ihm die Approbation entzogen, und im März des Jahres emigrierte er nach England und 1940 weiter nach Chicago, wo er als Neurologe arbeitete.
Eine Gedenktafel im Krankenhaus Moabit erinnert an die jüdischen Ärzte, die hier wirkten, unter ihnen Ernst Haase.

## Weiteres
Haase gehörte zu den sogenannten Alten Adlern, den 817 Flugpionieren, die schon vor dem Ersten Weltkrieg die Flugzeugführerprüfung bestanden.

## Zeitschriftenbeiträge (Auswahl)
In: Der sozialistische Arzt
- Arzt und Jugendhelfer. 8. Jg. (1932) Heft 1 (Januar), S. 2–10; Textarchiv – Internet Archive